# Stare Kolnie
Stare Kolnie (niem. Alt Köln) – wieś w Polsce położona w województwie opolskim, w powiecie opolskim, w gminie Popielów. W jego pobliżu znajdują się ruiny średniowiecznego zamku Kolno.
Do 1975 wieś leżała w powiecie brzeskim; do 1950 w woj. dolnośląskim, w latach 1950 do dziś w woj. opolskim. W latach 1975–1998 miejscowość administracyjnie należała do ówczesnego województwa opolskiego.

## Historia
Nazwa miejscowości wywodzi się prawdopodobnie od polskiej nazwy koła. Wymieniona została w łacińskim dokumencie z 1317 roku gdzie miasto zanotowano ją w zlatynizowanej, staropolskiej formie „Coln” we fragmencie odnotowującym istnienie zamku - castrum nostrum Coln.
Wieś została zanotowana pod polską nazwą Kolno na najstarszej mapie Śląska Marcina Helwiga. W późniejszym czasie funkcjonuje w zniemczonej formie Köln, od XVIII wieku Alt Köln – (Stare Kolno) dla odróżnienia od nowej wsi. Nazwy współczesne Stare Kolnie i Nowe Kolnie powstały w 1947.

## Zabytki

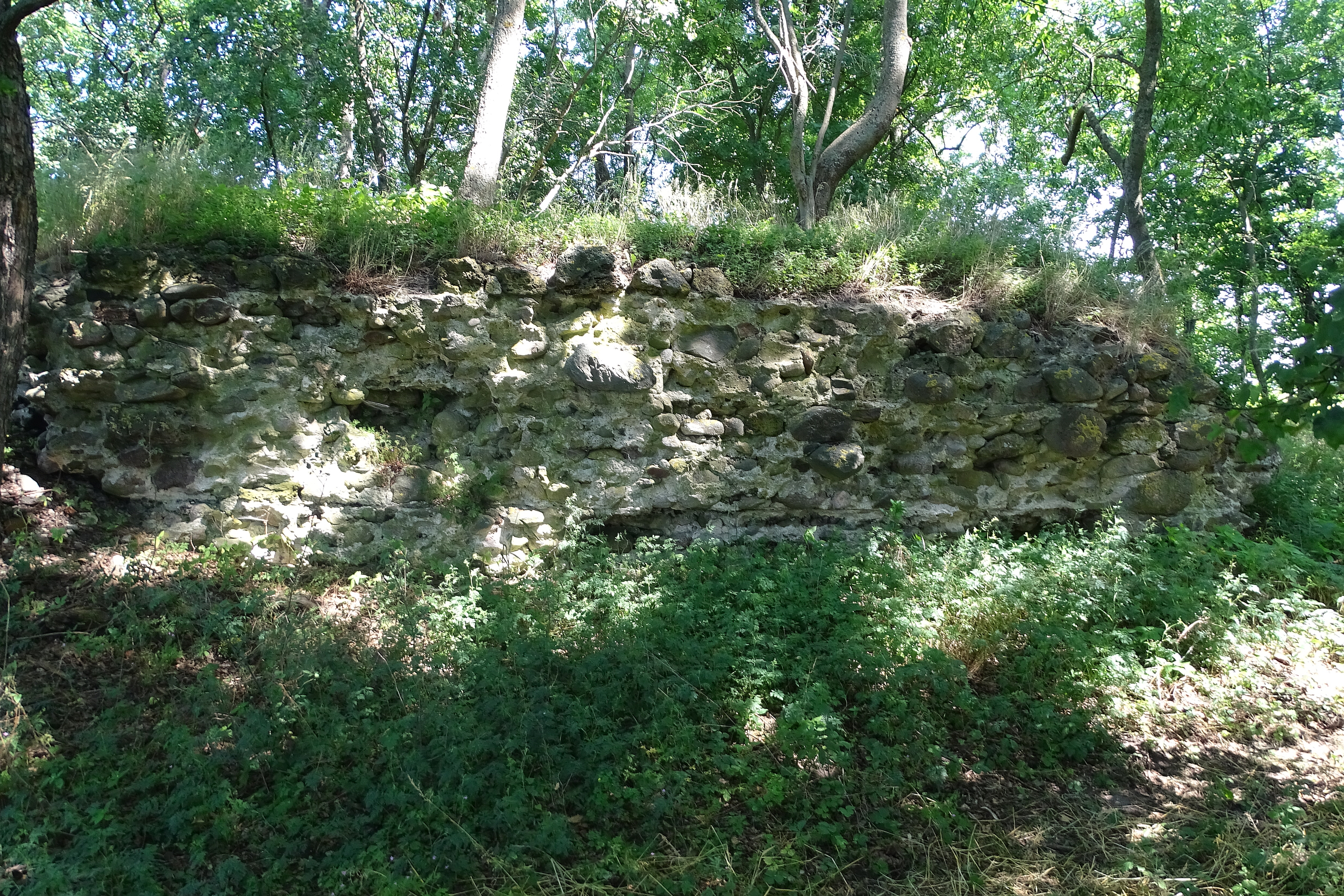
Zachodni mur ruin zamku w Starych Kolniach zbudowany z głazów narzutowych.

W sąsiedztwie wsi, za rzeczką Stobrawą (w widłach Stobrawy i jej lewego dopływu Budkowiczanki) znajdują się ruiny średniowiecznego zamku Kolno z XIV – XV w. Zachowane wyraźne dolne partie donżonu. Była to strażnica – komora celna na rzece, strzegąca granicy księstwa brzeskiego. Po 1317 roku książę brzeski Bolesław III przenosi komorę do Brzegu, a sam zamek odsprzedaje w ręce prywatne. Nabywają je Biessowie, którzy później budują wygodniejszy zamek w Katowicach (Karłowicach). Po wojnach husyckich warownia Kolno podupada i pozostaje w ruinie do dzisiaj.

## Turystyka
W skład sołectwa wchodzi przysiółek Lewandówka nad Budkowiczanką. Znajduje się tam mały skansen maszyn rolniczych i gospodarstwo agroturystyczne.